# Да хванеш крадец
„Да хванеш крадец“ (на английски: To Catch a Thief) е американски трилър от 1955 г., режисиран от Алфред Хичкок, с участието на Кари Грант и Грейс Кели в главните роли. По време на снимките Грейс Кели се запознава с принца на Монако – Рение III Грималди; на 18 април 1956 г. те се женят и актрисата обявява края на своята кариера в киното.

## Сюжет
Внимание:  Текстът по-долу разкрива сюжета на произведението (или части от него)!
Действието на филма се развива на Лазурния бряг. Южна Франция е разтърсена от серия дръзки кражби на бижута и скъпоценности от скъпи хотели на Френската Ривиера, извършени в стила на бившия крадец, известен с прякора „Котката“.
Самият бивш престъпник и герой от Съпротивата Джон Роби (в ролята – Кари Грант), отдавна се е оттеглил и живее спокойно и уединено във вилата си в околностите на Ница. Той разбира, че единственият начин да разсее подозренията на полицията и да докаже невинността си, е да хване истинския крадец. За тази цел той се сдобива със списък на най-богатите и известни туристи. Сред тях е и американското семейство Стивънс.
Запознавайки се с разглезената богата наследница Франсис (Грейс Кели), той вижда възможност да подмами мистериозния крадец чрез скъпите бижута на майка ѝ (Джеси Ройс Ландис). Планът му се проваля, но Франсис, макар да го смята за виновен, му доказва любовта си, като му помага да избяга. В кулминационния момент истинският крадец на бижута, Даниел Фусар (Бриджит Обер), се разкрива и е заловена.

## В ролите
| Актьор            | Роля            |
| ----------------- | --------------- |
| Кари Грант        | Джон Роби       |
| Грейс Кели        | Франсиз Стивънс |
| Шарл Ванел        | Бертани         |
| Джеси Ройс Ландис | Джеси Стивънс   |
| Бриджит Обер      | Даниел Фусар    |
| Рене Бланкар      | комисар Лепик   |
| Джон Уилямс       | Х.Х. Хюсън      |
| Една Мей Уонакот  | Ан Нютън        |

## Камео на Алфред Хичкок
Алфред Хичкок се появява в камео роля – седи в автобуса до Кари Грант.

## Награди и номинации
Двадесет и осмата церемония по връчване на филмовите награди „Оскар“ се провежда на 21 март 1956 година. На нея се връчват призове за най-добри постижения във филмовото изкуство за предходната 1955 година. Филмът има три номинации за наградите „Оскар“, но печели само 1 – получава го Робърт Бъркс за най-добра операторска работа за цветен филм.
На кинофестивала във Венеция през 1955 г. Алфред Хичкок е номиниран за наградата „Златен лъв“ в категорията Най-добър режисьор.
| Награди                                 | Награди                                     | Награди                                               | Награди         |
| Награда                                 | Категория                                   | Име                                                   | Резултат        |
| --------------------------------------- | ------------------------------------------- | ----------------------------------------------------- | --------------- |
| „Оскар“-1955                            | Най-добра операторска работа (цветен филм)  | Робърт Бъркс                                          | награда „Оскар“ |
| „Оскар“-1955                            | Най-добра художествена работа (цветен филм) | Хал Перейра, Джоузеф Макмилън, Сам Комър, Артър Крамс | номинация       |
| „Оскар“-1955                            | Най-добър дизайн на костюми (цветен филм)   | Едит Хед                                              | номинация       |
| Кинофестивал във Венеция-1955           | награда „Златен лъв“                        | Алфред Хичкок                                         | номинация       |
| Гилдия на американските сценаристи-1956 | най-добър сценарий за комедия               | Джон Майкъл Хейъс                                     | номинация       |